# Kottwitz (Adelsgeschlecht)

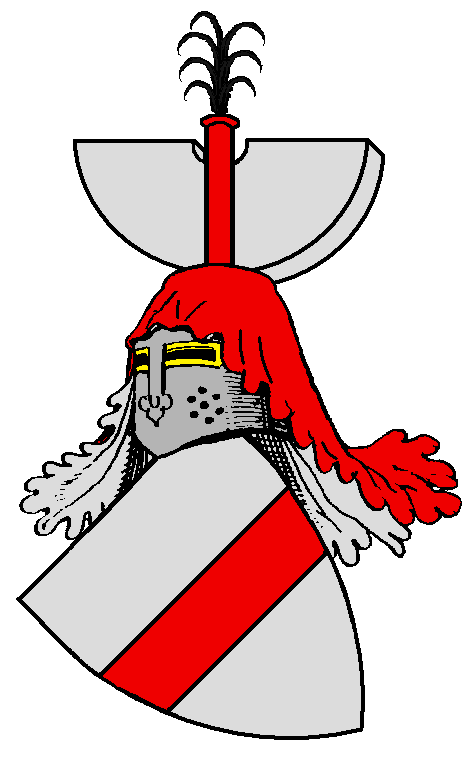
Stammwappen derer von Kottwitz

Eine schlesische Adelsfamilie von Kottwitz, von Kotwitz, von Kotwitzs stammt aus einem gleichnamigen Stammhaus, deren Dorfgründungen, namens Kottwitz , bereits 1203 von Herzog Heinrich I. in einer Stiftungsurkunde des Klosters Trebnitz erwähnt wurde. Heute polnisch Kotowice bei Breslau. Es gab eine mährisch/böhmische, eine schlesisch/polnische, eine rheinische, eine fränkische und eine sächsische Linie derer von Kottwitz in der Zeit 1300–1400. Das Auflösen der komplizierten Familienbande ist Historikern noch nicht gelungen.
Der Deutsche Orden spielt in der Karriere derer von Kottwitz eine bedeutende Rolle. Kaiser Karl IV. befreite 1367 Friedrich von Kottwitz wegen treuer Dienste in den polnischen Kriegen von sechzehnjährigen Steuern, bestätigte die Gnadenbriefe und versprach dessen Söhne in „königliche Bedienungen“ zu befördern. Im Sachsenspiegel wird um 1220–1235 das Geschlecht von Kottwitz, lateinisch Kottbus genannt und als aus Franken stammend tituliert. Dass dieses Geschlecht zuerst aus Mähren, dann Sachsen und Franken kam, belegen frühe Erwähnungen in alten Regesten um 864 beginnend.

## Geschichte

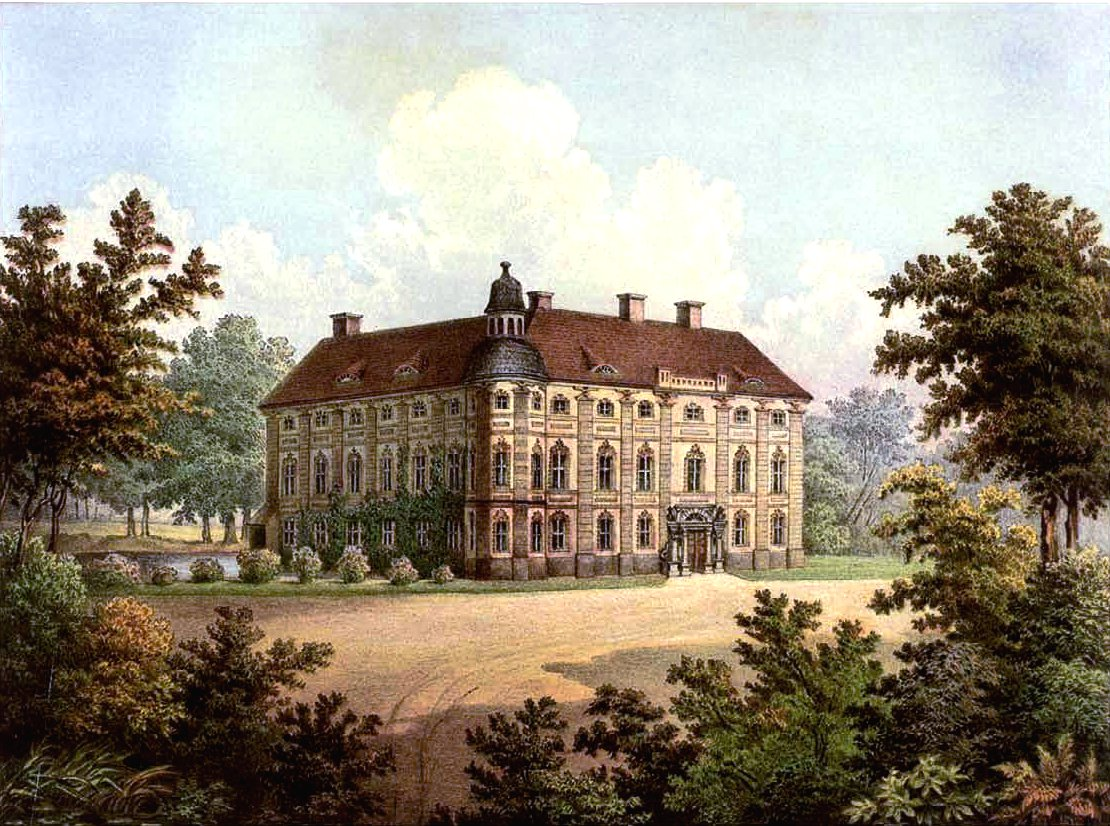
Schloss Brunzelwaldau um 1860, Sammlung Alexander Duncker, mehrere Jahrhunderte im Besitz der Familie Kottwitz

- Die schlesischen – polnischen von Kottwitz. Am 21. Januar 1216 erschien urkundlich „Hugo de Kotenwiz“ in einer Verkaufsurkunde für das Kloster Alt-Celle bei Nossen (Urkunde Nr. 200[4] im Staatsarchiv in Dresden). Die von der Familie angenommene Abstammung von einem aus Kärnten nach Schlesien eingewanderten Adelsgeschlecht Pochner ist nicht bestimmt, sie übernahmen den Familiennamen von ihrem Gut, einem Ort namens Kottwitz. Später wurde die Familie in den böhmischen Freiherrenstand erhoben.

- Eine andere fränkische Linie der Familie von Kottwitz, die sich ab dem 16. Jahrhundert Kottwitz von Aulenbach nannte, wandte sich im 13. Jahrhundert nach Franken, führte dort ein anderes Wappen (Widderhorn). Der Stammort war Klingenberg am Main, das Geschlecht erlosch bereits im 17. Jahrhundert. Die von Kottwitz und von Fechenbach saßen als Geschwister mit gleichem Wappen auf Schloss Sommerau. Der Deutsche Orden vergab an die Kottwitz 55 Lehensgüter in Franken. Der Verfasser des Sachsenspiegels, Eike von Repgow (1215–1233), schrieb in seiner Einleitung: „De von Chlodent, de von Crouzke, de von Kotebuz, di sint alle Franken“. Hiermit benannte er die Ritter und ihre Mannen, die im 13. Jahrhundert an der Ost-Expansion teilnahmen, die aus (heiligen) Kreuz(Wertheim) und die von Kotbus / Kottwitz die aus Klingenberg / Aschaffenburg stammten. Noch im 14. und 15. Jahrhundert versahen sie im Deutschen Orden und u. a. auf der Ordensburg Henneburg bei Prozelten und auf der Marienburg ihre Ritter- und Ministralendienste. Die Familie war im Raum Aschaffenburg, Mönchberg, Wildenstein (Amtmann 1460–1482), Miltenberg und Wertheim aktiv. Noch 1557 tauschte man ein Erblehen, ein Aschaffenburger Haus, gegen die Hofbehausung des Erzstiftes Mainz in Klingenberg am Main ein. Dieses Haus wurde 1560 zum Stadtschloss im Renaissancestil umgebaut.

- Eine Main-fränkische Linie, die um 1300 einen Bischof von Aschaffenburg hervorbrachte, führte das Wappen eines Krebses. Das Wappentier ist durch Fredehelm von Cottbus (auch Kotwitz, † 1307) im Stadtwappen von Cottbus verewigt. Am 5. März 1351 wird in einer Urkunde der Aschaffenburger Jesuiten ein Edelknecht Walter Kottwitz („Cotdebucz“) erwähnt.

- Ein rheinisches Adelsgeschlecht von Kotwitzs führte ein Wappen mit drei silbernen Sternen in einem blauen Feld.

- Ein Meissner Adelsgeschlecht aus dem Ort gleichen Namens im Amt Hayn wird wohl fränkischen Ursprungs sein. Es brachte 1364 Heinrich von Kottwitz als Kanzler des Landgrafen Friedrichs in Thüringen und auch 1329 Otto von Kottwitz als Marschall des Marckgraf Friedrichs hervor. Sie führten ein eigenständiges Wappen, das sich von den anderen unterschied.[5]

## Persönlichkeiten
- Wenzel von Kottwitz (864 u. 871 erwähnt), rettete Kaiser Ludwig II. im Krieg das Leben
- Niklas von Kottwitz (912 erwähnt), ein „Liebling“ des Kaisers Ludwig
- Albert von Kottwitz (1053), Kriegsheld in Mähren
- Mathias von Kottwitz (1187), Getreuer des Kaisers Barbarossa
- Albert und Heinrich Codebuz (1222, 1223) Zeugen für die Grafen von Rieneck
- Konrad von Kottwitz (⚭ 1239 Leonore von Waldstein), war mit Kaiser Friedrich II. in Syrien[A 1]
- Albert Kodebuz/ Kotdebus (1255–1267), Zeuge für die Grafen von Wertheim und Schenken von Klingenberg
- Gernot, genannt Kottwitz / Cothebus, Ritter (1261) verkauft sein Haus im Bachgauort Mosbach an das Johanniterkloster[6]
- Bernhard von Kottwitz (1273), diente Kaiser Rudolf dem I. zu Habsburg, Huldigungsentgegennahme der Churfürsten u. Stände in Speyer
- Walther und Linhart Kottwitz (1280), Burgmannen zu Prozelten Deutschordensburg
- Fredehelm von Cottbus (?–1307), auch Frehelm von Kottwitz, fränkisch Aschaffenburger Wappengeber (Krebs) für das Lausitzer Cottbus, das vor 1500 in den Karten Kotvitz, Kottwitz geschrieben wurde
- Frehebelin von Kodebuz (1308), Magdeburger Dienstmann des Marckgrafen Dietrich zu Thüringen, Osterland und Lausitz
- Otto von Kottwitz (1329), Marschall des Marckgrafen Friedrich in Meissen
- Gernod Kottwitz (1312–1330), Schultheiß zu Wertheim a. Main, Wechsel im Amt mit Gernot, genannt Irrmut
- Nikolaus von Kotewicz (1332), Zeuge Klostergüterkauf in Sprottau, Urkunde Heinrich, Herzog von Schlesien, Glogau und Herr von Sagan 30. September 1332
- Nykil von Kotvycz (Kottwitz)(1334) Zeuge bei Herzog Johann v. Schlesien, 25. Juli 1334[7]
- Friedhelm von Kottwitz (1349), Zeuge wie z. B. Landgraf von Leuchtenberg im Kaiser Karl[8]
- Walther Kottwitz (1354), Schultheiß von Wertheim, genannt „der große Kotbußen“ gesessen zu Sommerau
- Günther von Kottwitz (1359), Archidiakon und Domherr zu Zeitz und Meißen, Übereignung Ländereien an Kloster Bürgel[9]
- Cunz Kottwitz (Kotwocz) (1385), Amtmann der Deutschordenskommende Prozelten, seine Brüder sind Walter und Fritz
- Heinrich von Kottwitz (1364), Kanzler des Marckgrafen Friedrich in Thüringen
- Nickel von Kölln (von Kottwitz auf der Burg Kölln bei Brieg, poln. Brzeg, Alt Köln, poln. Stave Kolnie) (1394 Prag), gesessen auf Trawtnaw (Trautenau) dem gestrengen Ritter für die Freilassung König Wenzels 18 Gulden pro bewapneten Schützen (Stadtarchiv Arnau)
- Reinold Kottewicz (1397), Ritter und Knecht des Herzog Konrad v. Oels-Kosel, ab 17. August 1397 auch die Städte Glogau, Krossen und Sprottau
- Nickel von Kottwitz (1410), bedeutendster Söldnerführer des Deutschen Ordens in der Schlacht bei Tannenberg, befehligte als Rottenführer mindestens 150 Spieße unter Heinrich von Schwelborn (Komtur zu Tuchel),[10] böhmische Herkunft 1362, Linie Köln bei Brieg, Spremberg, Crossen, Sagan, Sprottau[11]
- Albrecht von Kottwitz (1415), Ballei Böhmen, Deutscher Orden erwähnt September 1415[12]
- Jan von Kottwitz (1415), Deutscher Orden, Ordensbruder in Preußen[12]
- Johann Leonard Kottwitz von Aulenbach (1513–1575), Kurmainzische Rat, Marschall und Amtmann zu Lohr, Miltenberg, Klingenberg, Orb und Hausen
- Balthasar Hieronymus von Kottwitz, 1678–1679 Festungskommandant von Stolpen[13]
- Friedrich Gottlob von Kottwitz (1733–1790), preußischer Landrat im Landkreis Grünberg in Schlesien
- Hans Ernst von Kottwitz (1757–1843), Philanthrop und Führer der Erweckungsbewegung
- Hugo von Kottwitz (1815–1897), preußischer General der Infanterie
- Karl Wilhelm von Kottwitz (1718–1788), preußischer Oberst
- Wolf Dietrich von Kottwitz (1889–1969), deutscher Verwaltungsjurist

## Wappen der fünf Kottwitz – Geschlechter
| Linie               | Name                         | Orte | Bemerkung | Wappen |
| ------------------- | ---------------------------- | --- | --- | ------ |
| Schlesisch-Polnisch | von Kottwitz                 | Kottwitz bei Breslau, Kotowice                                                                                                 | Freiherren von Kottwitz Am 23. März 1721 Erhebung in den böhmischen Freiherrenstand zu Wien. Die umstrittene Mühlstein-Darstellung findet in den „Schlesischen Coriositäten....“, Wappenbuch 1720 Leipzig von Johannes Sinapius eine Antwort. 1570 heiratet Christoph von Kottwitz und Hartau die Tochter des Ritters Hans von Ebersbach u. Brunzelwalde. Diese vor 1400 aus Bayern stammenden von Ebersbach führten in ihrem Wappen zwei aufrechtstehende Mühlsteine mit drei rot-weiß-rot Straußenfedern in der Helmzier. Diese Mühlsteine werden später in der Wappengestaltung für die Freiherrenerhebung halbiert dargestellt. Diese Ebersbacher Helmzier wurde 1721 für das neue schlesische von Kottwitz – Wappen grafisch abgewandelt. Die vierfach im Schild abwechselnd geteilten Farben weiß-rot derer von Ebersbach werden nun im von Kottwitz-Wappen neu nur zweifachgekreuzt dargestellt. Diese schlesisch-poln. Linie führt den Namen Kottwitz, weil sie in einem Ort Kottwitz ansässig waren. Der vorherige Familienname soll Pochner aus Kärnten stammend gewesen sein, diese Annahme ist nicht bewiesen. Es ist mehr davon auszugehen, dass es sich auch um einen Zweig aus Franken stamment handelt, wie auch die sächsisch-böhmische Linie. Das Wappen hat im Ursprung in Silber einen roten Balken. Das verbesserte besitzt auf dem Helm mit rot-silbernen Decken ein halber natürlicher Mühlstein, davor ein mit sieben schwarzen Hahnenfedern besteckter roter Schaft. Das Wappen der Freiherren von Kottwitz ist von Rot und Silber geviert und belegt mit rotem Herzschild, darin ein silberner Balken. Eine Variante zeigt im Herzschild statt des Balkens einen flach liegenden silbernen Mühlstein; auf dem Hauptschild ruhen zwei Helme mit rot-silbernen Decken, auf jedem ein mit der Rundung aufliegender halber silberner Mühlstein, je in der Mitte besteckt mit einem drei schwarze Hahnenfedern tragenden roten Schaft. Die Variante zeigt auf den beiden Helmen die Helmzier des Stammwappens. |        |
| Böhmen              | von Kottwitz                 | auf Draskov, auf Stetkovic | Kottwitz, Ritter von (Siebmacher Tafel 135, Böhmischer Adel) Erloschen Anfang des 18. Jh., 1534 – Kaspar Ritter von Kottwitz, 1664 – Abraham auf Draskov, Adam, Johann Fabian und Johann Andreas auf Stetkovic. Wappen: In Silber ein roter Balken. Kleinod: Auf rot-silbernen Sendelwulst ein halbes Wagenrad von drei Felgen, in dessen aufwärts gekehrter Nabe ein schwarzer Hahnenfederbusch (3:3) steht; Decken: rot-silbern |        |
| Fränkisch           | Kottwitz von Aulenbach       | Klingenberg/a. Main, Prozelten, Wertheim am Main                                                                               | Deutschorden: In Urkunden des Aschaffenburger Jesuiten Kolleg werden 1302 die Brüdern Walter und Gottfried Kottwitz mit dem Vogt der Deutschordensburg Ulrich von Prozelten genannt. 1339 u. 1351 werden sie als Edelknechte mit dem Namen „Kodebuz“ u. „Cotdebucz“ bezeichnet. Gottfried v. Kottwitz nennt sich 1342 „Gottfried von Aulenbach“. Auch der Rüd von Kollenberg / Collenburg Herr der Deutschordensburg am Main zeichnet 1339 mit den v. Kottwitz zusammen Kaufurkunden. |        |
| Fränkisch           | Fechenbach (Adelsgeschlecht) | Halber Sommerauer Burgbesitz derer von Fechenbach                                                                              | 1365 bis 1550 hatten von Kottwitz und von Fechenbach verschwägerten Besitz an der Burg Sommerau bei Klingenberg am Main. Das Wappen der sich dann nach Amorbach, Bödigheim und Adelsheim gewandten von Fechenbachs (von Collenburg) ist dem Kottwitz-Wappen identisch. |        |
| Rheinisch           | von Kotwitzs                 | Kotwitzs, ein adeliches Geschlechte am Rheine                                                                                  | „Die Kotwitzs führten im blauen Felde drei silberne Sterne. Auf dem Helme zwey von blau und silber schräggestreiffte Büffels=Hörner, dazwischen ein silberner Stern befindlich. Die Helm=Deck ist blau und silber.“ Wappenb. III.p.130 |        |
| Aschaffenburg       | von Kottwitz                 | Cottbus | Das Schild mit der Krebsdarstellung des Friedhelm von Kotwitz / Kotbus ziert das Stadtwappen von Cottbus. Die von Kotwitz gehörten vor 1581 zu den Ständen des heil. Röm. Reichs, sie gehörten zu den „4 gefreyte Herrn“ (Nassau, Plauen, Kotwitz, Brandiss). Dieser Stand war frei und zur Teilnahme am Reichstag berechtigt, Seite 77 im Wappenbuch des heil. Röm. Reichs und allgemeiner Christenheit, von Martin Schrot, gedruckt München 1581. Das Krebswappen der Kotwitz scheint älter zu sein als das mit dem Widderhorn, dieses Wappen gab es erst ab 1342 mit Gottfried von Aulenbach | Krebs  |
| Böhmisch-Sächsisch  | von Kottwitz                 | Meissen, Kottwitz im Amt Haym, Köln bei Brieg, Kottwitz / tschechisch Chotěvice; Gem. im Okres Trutnov, Sagan / Zary, Sprottau | Deutschorden | -      |

## Orte namens Kottwitz
Der Kottwitz-Adel gründete im 14. und 15. Jahrhundert zahlreiche Ortschaften und gaben ihren Namen:
- Kotowice (Nowogród Bobrzański)
- Chotěvice, deutsch Kottwitz in Böhmen
- Cottbus in der Lausitz, bis 1600 auch Kotwitz geschrieben